# London Boat Show

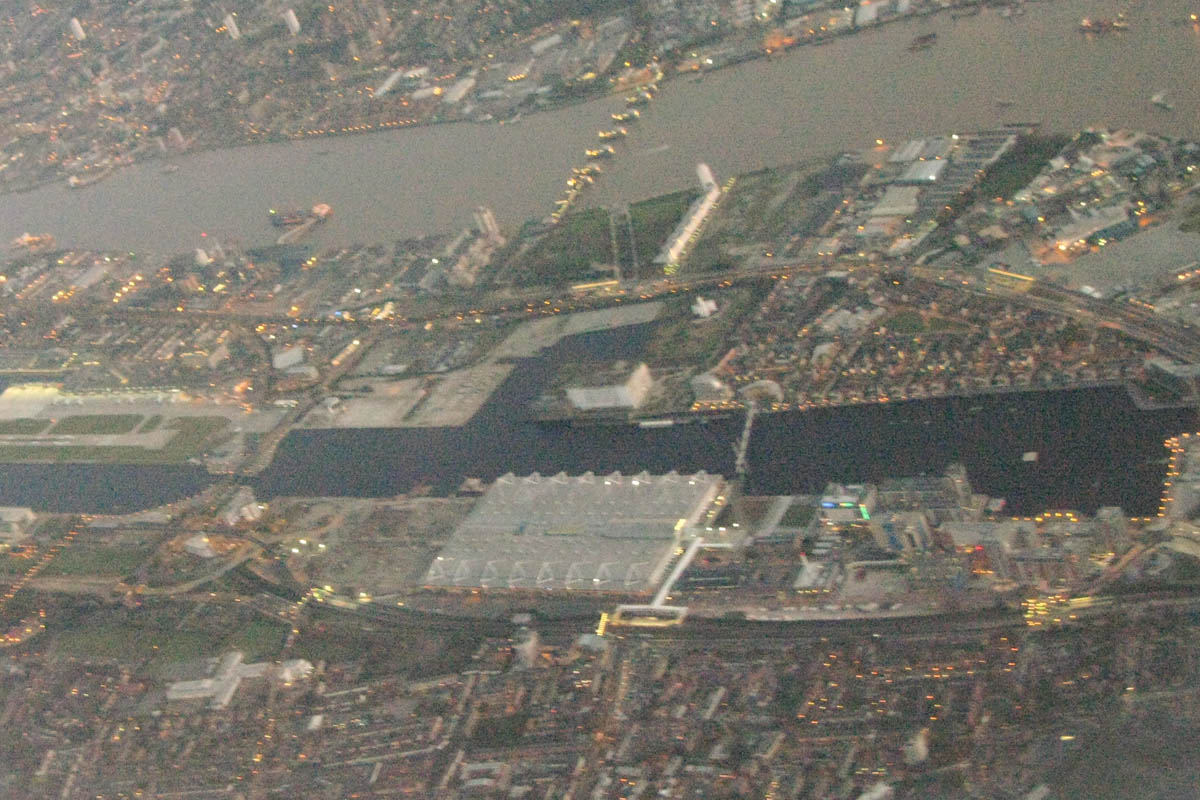
Vista aérea do local aonde é realizado o London Boat Show.

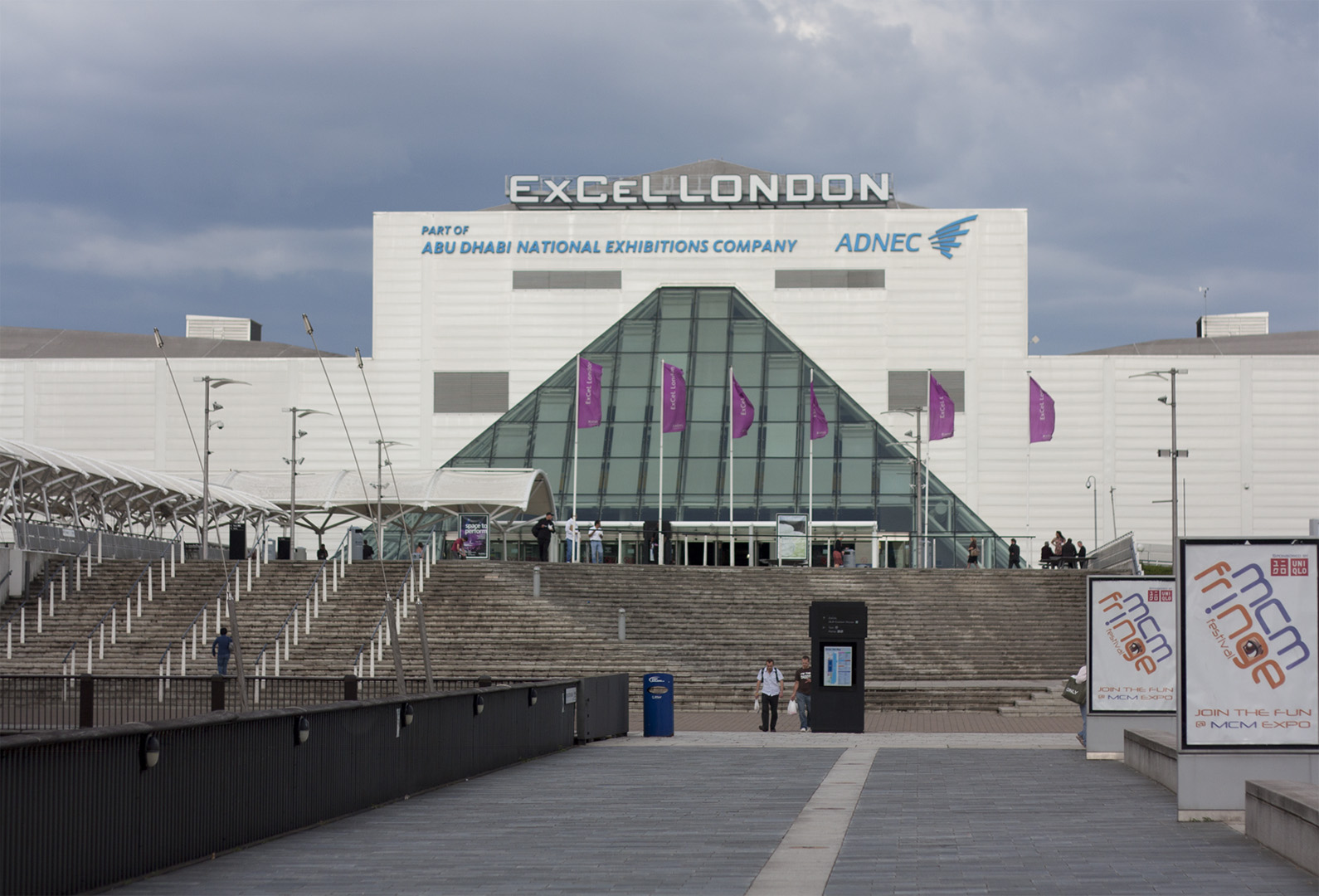
Entrada principal do ExCel London.

Tullett Prebon London Boat Show é uma feira náutica realizada anualmente no mês de janeiro no centro de conferências e exibições ExCel London em docklands, Londres.
Na exposição de alcance internacional são apresentados barcos de recreio e de luxo, pranchas de surfe, eletrônica, acessórios e equipamento náutico. Mais de 500 empresas participam do evento que recebe 100 000 visitantes.